# South El Monte
South El Monte est une municipalité située dans le comté de Los Angeles, dans l'État de Californie, aux États-Unis. Au recensement de 2000 sa population était de 21 144 habitants.

## Géographie
Selon le Bureau de Recensement, la ville a une superficie de 7,5 km2.

## Démographie
| 1960  | 1970   | 1980   | 1990   | 2000   | 2010   |
| ----- | ------ | ------ | ------ | ------ | ------ |
| 4 850 | 13 443 | 16 623 | 20 850 | 21 144 | 20 116 |